# Polytelis
A ragyogópapagáj (Polytelis) a madarak osztályának papagájalakúak (Psittaciformes) rendjébe, a szakállaspapagáj-félék (Psittaculidae) családjába és a szakállaspapagáj-formák (Psittaculinae) alcsaládjába tartozó nem.
A ragyogópapagájok közös jellemzője a hosszú farok és a rózsaszínes csőr. Testhosszuk 36-46 centiméter közötti, Ausztrália területén honosak.

## Rendszerezés
A nembe az alábbi 3 faj tartozik:
- Hegyi ragyogópapagáj (Polytelis anthopeplus)
- Rózsástorkú ragyogópapagáj (Polytelis alexandrae)
- Sárgatorkú ragyogópapagáj (Polytelis swainsonii)